# Pars Tuğlacı
Pars Tuğlacı (* 1. April 1933 in Istanbul – 12. Dezember 2016 ebenda), eigentlich Parseğ Tuğlacıyan (armenisch Բարսեղ Թուղլաճեան), war ein türkischer Schriftsteller und Sprach- sowie Geschichtsforscher armenischer Abstammung. Er war Mitglied der Türkischen Schriftstellergewerkschaft und der Türkischen Pressevereinigung.

## Leben
Tuğlacı erhielt seine Grundschulbildung in Istanbul, seine Mittelschulbildung am Melkonian-Institut auf Zypern und seine Hochschulbildung an der US-amerikanischen Universität Michigan. 1955 kehrte er in die Türkei zurück. Er arbeitete als Lehrer an drei Gymnasien in Istanbul und war Englisch-Lehrer an der Militärischen Medizinakademie Gülhane in Ankara. Er stellte das erste türkische Wörterbuch der medizinischen Begriffe zusammen. Er wurde von drei türkischen Staatspräsidenten (İsmet İnönü, Cevdet Sunay und Fahri Korutürk) in den Çankaya-Palast eingeladen und für seine Verdienste um die türkische Sprache geehrt. Er hielt in Istanbul, Wien, Moskau, Paris, Montreal, Toronto, Detroit, New York City, Los Angeles und San Francisco Konferenzen über die Themen Sprachen und Geschichte ab und veröffentlichte zahlreiche Bücher, Artikel, Wörterbücher und Enzyklopädien über die türkische und osmanische Geschichte sowie die türkische Sprache.
Bei der Kommunalwahl 1989 war Tuğlacı Bürgermeisterkandidat der Partei des Rechten Weges (DYP) für die Prinzeninseln im Marmarameer. Zudem war er Vertreter der Türkei im Internationalen Parlament für Sicherheit und Frieden. Tuğlacı schrieb die erste dokumentarische türkische Enzyklopädie; sie umfasste die Jahre von 1071 bis 1997.
Pars Tuğlacı erhielt die Ehrendoktorwürde an der École des Hautes Études en Sciences Sociales in Paris und den Titel General Research Doctor an der Los-Angeles-Addison-Staatsuniversität sowie den Doktorgrad für Literatur am Applied Research Institute der Universität London, den Ehrendoktor vom United States Institute of International Bibliography, die Ehrenprofessur am International Coordinating Research Institute of Australia, den Baronstitel der Böhmischen Krone, den militärischen Titel des militärischen Seeadlers und den Titel des Heiligen Kreuzes von Jerusalem (Salib-i Mukaddes).

## Werke
- Okyanus 20. Yüzyıl Ansiklopedik Türkçe Sözlük, Pars Yay. Istanbul 1971
- Osmanlı Şehirleri, Istanbul 1985
- İngilizce - Türkçe Ekonomi ve Hukuk Terimleri Sözlüğü, Remzi Kitabevi, Istanbul 2002, ISBN 975-14-0837-7.
- Türkçe - Ingilizce Bilimsel ve Teknik Terimler Sözlüğü, İnkılap Kitabevi, Istanbul 2001, ISBN 975-10-1725-4.
- Tıp Sözlüğü, İstanbul 1964
- Ermeni Edebiyatından Seçkiler, Cem Yayınevi, Istanbul, ISBN 975-406-401-6.
- Türkçede Anlamdaş ve Karşıt Kelimeler Sözlüğü, İnkılap Kitabevi, Istanbul 1996 ISBN 975-10-5928-3.
- Tarih Boyunca İstanbul Adaları, Say Yayınları, Istanbul 1995, ISBN 975-468-092-2
- Osmanlı Mimarlığı'da Balyan ailesi'nin rolü, Çığır Yayınları, Istanbul 1993, ISBN 975-95552-0-4.
- İstanbul Ermeni Kiliseleri - Armenian Churches of Istanbul, Pars Yayın Ticaret, Istanbul 1991, ISBN 975-7423-00-9.
- Dadyan Ailesi'nin Osmanlı Toplum, Ekonomi ve Siyaset Hayatındaki Rolü - Pars Yayıncılık, Istanbul 1993.
- Çağdaş Türkiye (2. Band), Cem yayınevi, Istanbul 1987.
- Mehterhane'den Bando'ya - Turkish Bands of Past and Present (Aynı kitapta İngilizce ve Türkçe metinler bir arada), Cem yayınevi, Istanbul 1986
- Osmanlı Saray Kadınları - The Ottoman Palace Women, Cem yayınevi, Istanbul 1985
- Suna Korad: Türk Operası'nın Sönmeyen Yıldızı, Etik Yayınevi, ISBN 978-975-8565-39-9
- Türkçe - Fransızca Büyük Sözlük, İnkılap Kitabevi, ISBN 978-975-10-0323-2
- İsmet İnönü: Türkiye Cumhuriyeti'nin İkinci Cumhurbaşkanı, Etik Yayınevi, ISBN 978-975-8565-48-1
- Türk Tiyatrosu'nun Sönmeyen Yıldızları: Necdet Mahfi Ayral - Jeyan Ayral Tözüm, İnkılap Kitabevi, ISBN 978-975-10-2403-9
- Bulgaristan ve Türk-Bulgar İlişkileri, Cem Yayınevi
- Ayvazovski Türkiye'de, Istanbul 1983
- Arpaçay ve Yöresi, Istanbul 1984
- Türkiye'de Kadın, Band I "Osmanlı Döneminde İstanbul Kadınları", Istanbul 1984
- Türkiye'de Kadın, Band II "Osmanlı Saray Kadınları", Istanbul 1985
- Geleneksel Türk Süsleme Sanatında Bir Kadın Sanatçı, Istanbul 1985